# Alojz Janko
Alojz Janko, slovenski pravnik in politik, * 1943, Ljubljana - umrl: februar/marec 2019.
Med 16. majem 1990 in 25. januarjem 1993 je bil minister za zakonodajo Republike Slovenije in član Vlade RS do 1997, nato direktor njene službe za zakonodajo. Bil je eden od snovalcev pravnih aktov o osamosvojitvi RS, nove ustave, ustavnega zakona, sodeloval je pri dograjevanju pravnega reda RS in njegovem usklajevanju s pravnimi akti EU. v letih 1998-2007 je bil sodnik Ustavnega sodišča RS.